# ملعب عبد الله الخليفة
 ستاد عبد الله الخليفة ، هو الملعب ذو استخدام متعدد يقع في منطقة مشرف في محافظة حولي، الكويت. و هو الملعب الخاص لنادي اليرموك الرياضي، ويتسع الملعب ل12,000 متفرج. الملعب تحت الصيانة منذ عام 2010.

## روابط خارجية
- معلومات الاستاد